# Tour de Ski 2023-2024
Il Tour de Ski 2023-2024 si è svolto dal 30 dicembre 2023 al 7 gennaio 2024. Le gare sono iniziate a Dobbiaco e terminate in Val di Fiemme, in Italia. I detentori dei titoli erano la svedese Johannes Høsflot Klæbo e la svedese Frida Karlsson. Gli atleti russi e bielorussi non hanno partecipato al Tour de Ski in quanto, in seguito all'invasione dell'Ucraina, sono esclusi dalle competizioni.
Il vincitore in campo maschile è stato il norvegese Harald Østberg Amundsonsen al primo successo nel Tour de Ski, mentre in campo femminile ha trionfato la statunitense Jessie Diggins, vincitrice del Tour per la seconda volta.

## Calendario
| Tappe | Luogo                | Data             | Evento                                 | Distanza | Distanza | Orario (CET) | Orario (CET) | Donne           | Donne               | Uomini                  | Uomini                  |
| Tappe | Luogo                | Data             | Evento                                 | Donne    | Uomini   | Donne        | Uomini       | Vittoria tappa  | Leader cl. generale | Vittoria tappa          | Leader cl. generale     |
| ----- | -------------------- | ---------------- | -------------------------------------- | -------- | -------- | ------------ | ------------ | --------------- | ------------------- | ----------------------- | ----------------------- |
| 1     | Dobbiaco Italia      | 30 dicembre 2023 | Sprint tecnica libera                  | 1,4 km   | 1,4 km   | 14:30        | 14:30        | Linn Svahn      | Linn Svahn          | Lucas Chanavat          | Lucas Chanavat          |
| 2     | Dobbiaco Italia      | 31 dicembre 2023 | Individual start tecnica classica      | 10 km    | 10 km    | 12:15        | 15:00        | Kerttu Niskanen | Jessica Diggins     | Perttu Hyvärinen        | Erik Valnes             |
| 3     | Dobbiaco Italia      | 1º gennaio 2024  | Pursuit tecnica libera                 | 20 km    | 20 km    | 12:30        | 10:00        | Jessica Diggins | Jessica Diggins     | Harald Østberg Amundsen | Harald Østberg Amundsen |
| 4     | Davos Svizzera       | 3 gennaio 2024   | Sprint tecnica libera                  | 1,5 km   | 1,5 km   | 17:00        | 17:00        | Linn Svahn      | Jessica Diggins     | Lucas Chanavat          | Harald Østberg Amundsen |
| 5     | Davos Svizzera       | 4 gennaio 2024   | Pursuit tecnica classica               | 20 km    | 20 km    | 10:45        | 13:00        | Kerttu Niskanen | Jessica Diggins     | Harald Østberg Amundsen | Harald Østberg Amundsen |
| 6     | Val di Fiemme Italia | 6 gennaio 2024   | Mass start tecnica classica            | 15 km    | 15 km    | 11:30        | 15:25        | Linn Svahn      | Jessica Diggins     | Erik Valnes             | Harald Østberg Amundsen |
| 7     | Val di Fiemme Italia | 7 gennaio 2024   | Final Climb, Mass start tecnica libera | 10 km    | 10 km    | 15:45        | 14:30        | Sophia Laukli   | Jessica Diggins     | Jules Lapierre          | Harald Østberg Amundsen |

## Punti
Il vincitore della classifica generale ottiene 300 punti, mentre il vincitore di tappa ottiene 50 punti.
| Pos.  | 1   | 2   | 3   | 4   | 5   | 6   | 7   | 8   | 9   | 10  | 11  | 12  | 13  | 14  | 15  | 16  | 17  | 18  | 19  | 20  | 21  | 22  | 23  | 24  | 25 | 26 | 27 | 28 | 29 | 30 | 31 | 32 | 33 | 34 | 35 | 36 | 37 | 38 | 39 | 40 | 41 | 42 | 43 | 44 | 45 | 46 | 47 | 48 | 49 | 50 |
| ----- | --- | --- | --- | --- | --- | --- | --- | --- | --- | --- | --- | --- | --- | --- | --- | --- | --- | --- | --- | --- | --- | --- | --- | --- | -- | -- | -- | -- | -- | -- | -- | -- | -- | -- | -- | -- | -- | -- | -- | -- | -- | -- | -- | -- | -- | -- | -- | -- | -- | -- |
| Punti | 300 | 285 | 270 | 255 | 240 | 225 | 216 | 207 | 198 | 189 | 180 | 174 | 168 | 162 | 156 | 150 | 144 | 138 | 132 | 126 | 120 | 114 | 108 | 102 | 96 | 90 | 84 | 78 | 72 | 66 | 60 | 57 | 54 | 51 | 48 | 45 | 42 | 39 | 36 | 33 | 30 | 27 | 24 | 21 | 18 | 15 | 12 | 9  | 6  | 3  |

| Pos.  | 1  | 2  | 3  | 4  | 5  | 6  | 7  | 8  | 9  | 10 | 11 | 12 | 13 | 14 | 15 | 16 | 17 | 18 | 19 | 20 | 21 | 22 | 23 | 24 | 25 | 26 | 27 | 28 | 29 | 30 |
| ----- | -- | -- | -- | -- | -- | -- | -- | -- | -- | -- | -- | -- | -- | -- | -- | -- | -- | -- | -- | -- | -- | -- | -- | -- | -- | -- | -- | -- | -- | -- |
| Punti | 50 | 47 | 44 | 41 | 38 | 35 | 32 | 30 | 28 | 26 | 24 | 22 | 20 | 18 | 16 | 15 | 14 | 13 | 12 | 11 | 10 | 9  | 8  | 7  | 6  | 5  | 4  | 3  | 2  | 1  |

## Classifiche finali

### Classifica generale
| Pos. | Nome                    | Tempo     |
| ---- | ----------------------- | --------- |
| 1    | Harald Østberg Amundsen | 3h41'21"9 |
| 2    | Friedrich Moch          | +1'19"2   |
| 3    | Hugo Lapalus            | +1'32"8   |
| 4    | Martin Løwstrøm Nyenget | +1'57"3   |
| 5    | Beda Klee               | +2'07"4   |
| 6    | Erik Valnes             | +2'17"7   |
| 7    | Henrik Dønnestad        | +2'41"7   |
| 8    | Jens Burman             | +3'05"4   |
| 9    | Jules Lapierre          | +3'53"8   |
| 10   | Mika Vermeulen          | +3'56"6   |

| Pos. | Nome              | Tempo     |
| ---- | ----------------- | --------- |
| 1    | Jessie Diggins    | 4h13'19"0 |
| 2    | Heidi Weng        | +31"6     |
| 3    | Kerttu Niskanen   | +39"7     |
| 4    | Frida Karlsson    | +1'17"4   |
| 5    | Jonna Sundling    | +1'47"9   |
| 6    | Linn Svahn        | +2'06"3   |
| 7    | Krista Pärmäkoski | +2'08"6   |
| 8    | Patrīcija Eiduka  | +2'23"5   |
| 9    | Victoria Carl     | +2'39"9   |
| 10   | Delphine Claudel  | +2'41"2   |

### Classifica sprint
| Pos. | Nome                    | Punti |
| ---- | ----------------------- | ----- |
| 1    | Lucas Chanavat          | 80    |
| 2    | Jules Chappaz           | 59    |
| 3    | Edvin Anger             | 54    |
| 4    | Erik Valnes             | 41    |
| 5    | Harald Østberg Amundsen | 47    |

| Pos. | Nome             | Punti |
| ---- | ---------------- | ----- |
| 1    | Linn Svahn       | 71    |
| 2    | Jessie Diggins   | 62    |
| 3    | Frida Karlsson   | 55    |
| 4    | Jonna Sundling   | 48    |
| 5    | Katharina Hennig | 35    |

### Classifica per nazioni
| Pos. | Nazione     | Tempo      |
| ---- | ----------- | ---------- |
| 1    | Norvegia    | 15h45'47"4 |
| 2    | Svezia      | +9'23"5    |
| 3    | Finlandia   | +14'04"9   |
| 4    | Germania    | +14'15"8   |
| 5    | Stati Uniti | +14'21"9   |

## Tappe

### 1ª Tappa
30 dicembre 2023, Dobbiaco, Italia
| Pos. | Nome           | Tempo   |
| ---- | -------------- | ------- |
| 1    | Lucas Chanavat | 2'35"75 |
| 2    | Jules Chappaz  | +0"22   |
| 3    | Ben Ogden      | +0"49   |
| 4    | Erik Valnes    | +0"79   |
| 5    | Valerio Grond  | +11"54  |

| Pos. | Nome                    | Tempo   |
| ---- | ----------------------- | ------- |
| 1    | Linn Svahn              | 3'01"22 |
| 2    | Jonna Sundling          | +0"07   |
| 3    | Kristine Stavås Skistad | +0"29   |
| 4    | Emma Ribom              | +0"52   |
| 5    | Nadine Fähndrich        | +1"34   |

### 2ª Tappa
31 dicembre 2023, Dobbiaco, Italia
| Pos. | Nome                    | Tempo   |
| ---- | ----------------------- | ------- |
| 1    | Perttu Hyvärinen        | 23'08"6 |
| 2    | Erik Valnes             | +16"2   |
| 3    | Harald Østberg Amundsen | +17"2   |
| 4    | Jens Burman             | +27"4   |
| 5    | William Poromaa         | +40"4   |

| Pos. | Nome             | Tempo   |
| ---- | ---------------- | ------- |
| 1    | Kerttu Niskanen  | 25'48"0 |
| 2    | Victoria Carl    | +6"7    |
| 3    | Jessica Diggins  | +10"7   |
| 4    | Rosie Brennan    | +15"2   |
| 5    | Katharina Hennig | +29"0   |

### 3ª Tappa
1º gennaio 2024, Dobbiaco, Italia
| Pos. | Nome                    | Tempo   |
| ---- | ----------------------- | ------- |
| 1    | Harald Østberg Amundsen | 52'38"0 |
| 2    | Erik Valnes             | +32"9   |
| 3    | Jan Thomas Jenssen      | +1'04"6 |
| 4    | William Poromaa         | +1'04"9 |
| 5    | Martin Løwstrøm Nyenget | +1'04"9 |

| Pos. | Nome              | Tempo    |
| ---- | ----------------- | -------- |
| 1    | Jessica Diggins   | 58'18"17 |
| 2    | Victoria Carl     | +46"5    |
| 3    | Linn Svahn        | +48"2    |
| 4    | Jonna Sundling    | +48"2    |
| 5    | Astrid Øyre Slind | +49"6    |

### 4ª Tappa
3 gennaio 2024, Davos, Svizzera
| Pos. | Nome                 | Tempo   |
| ---- | -------------------- | ------- |
| 1    | Lucas Chanavat       | 2'15"07 |
| 2    | Edvin Anger          | +0"25   |
| 3    | Federico Pellegrino  | +0"44   |
| 4    | Gus Schumacher       | +2"06   |
| 5    | Håvard Solås Taugbøl | +2"53   |

| Pos. | Nome                    | Tempo   |
| ---- | ----------------------- | ------- |
| 1    | Linn Svahn              | 2'32"35 |
| 2    | Kristine Stavås Skistad | +1"30   |
| 3    | Jessica Diggins         | +1"73   |
| 4    | Maja Dahlqvist          | +3"06   |
| 5    | Johanna Hagström        | +3"59   |

### 5ª Tappa
4 gennaio 2024, Davos, Svizzera
| Pos. | Nome                    | Tempo   |
| ---- | ----------------------- | ------- |
| 1    | Harald Østberg Amundsen | 57'57"7 |
| 2    | Henrik Dønnestad        | +0'"5   |
| 3    | Martin Løwstrøm Nyenget | +34"6   |
| 4    | Hugo Lapalus            | +34"7   |
| 5    | Friedrich Moch          | +35"7   |

| Pos. | Nome            | Tempo     |
| ---- | --------------- | --------- |
| 1    | Kerttu Niskanen | 1h12'00"7 |
| 2    | Rosie Brennan   | +0"8      |
| 3    | Jessica Diggins | +8"7      |
| 4    | Jonna Sundling  | +13"2     |
| 5    | Frida Karlsson  | +13"6     |

### 6ª Tappa
6 gennaio 2024, Val di Fiemme, Italia
| Pos. | Nome            | Tempo   |
| ---- | --------------- | ------- |
| 1    | Erik Valnes     | 50'50"6 |
| 2    | William Poromaa | +0"9    |
| 3    | Cyril Fähndrich | +1"1    |
| 4    | Pål Golberg     | +7"0    |
| 5    | Friedrich Moch  | +7"5    |

| Pos. | Nome             | Tempo   |
| ---- | ---------------- | ------- |
| 1    | Linn Svahn       | 53'49"7 |
| 2    | Frida Karlsson   | +0"4    |
| 3    | Katharina Hennig | +1"6    |
| 4    | Jonna Sundling   | +2"4    |
| 5    | Teresa Stadlober | +3"0    |

### 7ª Tappa
7 gennaio 2024, Val di Fiemme, Italia
| Pos. | Nome                    | Tempo   |
| ---- | ----------------------- | ------- |
| 1    | Jules Lapierre          | 33'00"7 |
| 2    | Friedrich Moch          | +2"4    |
| 3    | Hugo Lapalus            | +16"0   |
| 4    | Mika Vermeulen          | +27"8   |
| 5    | Harald Østberg Amundsen | +30"2   |

| Pos. | Nome             | Tempo   |
| ---- | ---------------- | ------- |
| 1    | Sophia Laukli    | 38'16"5 |
| 2    | Heidi Weng       | +17"1   |
| 3    | Delphine Claudel | +37"7   |
| 4    | Kerttu Niskanen  | +39"2   |
| 5    | Patrīcija Eiduka | +41"0   |